# Listrodromus crassipes
Listrodromus crassipes là một loài tò vò trong họ Ichneumonidae.